# Наскальная живопись в горах Сьерра-де-Сан-Франсиско
Наскальная живопись в горах Сьерра-де-Сан-Франсиско (исп. Sierra de San Francisco) представляет собой доисторические наскальные панно, обнаруженные в штате Баха-Калифорния в Мексике. Изображения сделаны на потолках и стенах каменных пещер. Впервые их обнаружил иезуит Франсиско Хавьер в XVIII веке. Доступ для туристов к рисункам ограничен, поскольку данный памятник искусства, состоящий из примерно 250 отдельных памятников, взят под охрану мексиканским государством.
Время создания рисунков относят к периоду между 1300 и 1100 годами до н. э. Согласно древним преданиям, наскальные рисунки создала раса гигантов. Этому мнению пытались найти подтверждение в том, что величина изображений некоторых фигур людей достигала 2 метров. Изображения по своей жанровой принадлежности является религиозно-ритуальными. На рисунках встречаются: оружие, животные (кролик, пума, рысь, олень, горный козёл или горный баран, кит, черепаха, тунец, сардина, осьминог, орёл и пеликан); представлены также неатрибутированные элементы различной формы. Хоть исследовали и пытались связать изображения с культурой охотников-кочевников северной Мексики и юга США, между ними и искусством указанных народов имеются существенные различия.